# 私立文山女子中学

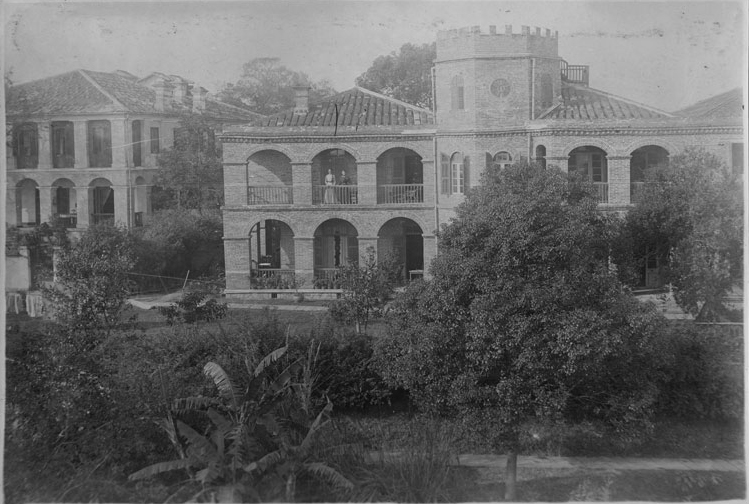
文山女子学校，约摄于1911至1913年间

私立文山女子中学（ 或 ）是一所由美国美部会于清咸丰三年（1853年）在福州创办的私立教会中学。是美国教会在中国继开办宁波女中之后的第二所女子中学，也是教会在福州设立的最早女子学校。

## 校址
校址初设铺前顶救主堂内，后来因为初、高中部学生人数骤增，原校舍容纳不下，学校便迁到保福山（现福州八中校址，其中红砖楼是其旧址，现已被拆除），因此又名保福山（Ponasang）女书院

## 历史

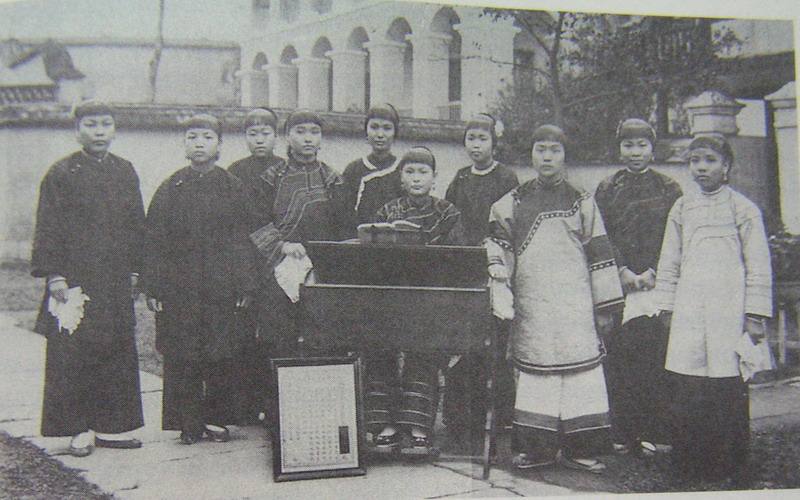
1901年的文山女子学校学生

- 清道光二十八年（1848年），美国公理会在福州南台保福山设立宣教中心，附设“圣经斋”（后改“福音精舍”），成为中国第一所近代学堂。

- 清咸丰三年（1853年）由美国传教士卢公明(Justus Doolittle 1824-1880)创办，初名美部会妇女学校，教会派女传教士唐师姑主持校政。办学初期，一般人家不让女孩子上学堂读书，女校就以孤女、贫苦人家女儿为招生对象，免费入学，生活给予照顾。学生称“姑娘妹”，废除缠足，住校学习，课程以圣经为主，兼学算术和自然常识。

- 光绪二十一年（1895年）至1916年还创办八年制的书院班，名为“美部会女书院”。共办三届，毕业生不上10人。

- 十九世纪末，风气稍开，要求入学者渐增，学校改称“文山女子学校”，办有六年制初高小班、四年制后进班和八年制书院班。书院班称“美部会女书院”，设有八线、格物、化学、生物、天文等课程，并有实验室和天文观察台。为在福建省传播西方先进科学文化起了积极的作用。

- 1927年，文山女校师生掀起收回教育权的反帝运动，迫使美籍教士辞去“主理”职务，由华人出任校长，报请教育部立案，废除以圣经为主课的旧规，按照中国规定设置课程。

- 1929年收回教育权后，由国人黄文玉、孙淑贞、王秀贞先后任校长。特别是在黄、孙两校长任职期间，不受洋人思想箝制和教规戒律的约束。向教育部立案自主办学。改学制为三三制；取消《圣经》作为必修课程；各科改用中文版课本；首倡课间操，创设图书馆；改每日两次礼拜为其他活动；千方百计提高教育质量；支持学生的抗日活动等。

- 1916年至1952年是文山女中的鼎盛时期。

- 1938年由于抗日战争文山女中迁入永泰县小东坑原育德女校。除少数孤儿和贫困的教徒子女可获得经济补助或减免学费外，其余学生均应交纳比较高的学费，每学期约交300斤大米，学生多是富家子弟。从初一至高三共计6班，学生约200多人。以英文、数理为重点科，尤其重视英文，采用美国教材。

- 1942年，福州沦陷，日军威胁永泰，又迁往邵武。但因邵武鼠疫流行，又迁回永泰。

- 1945年，抗日战争胜利后迁回福州。

- 1952年8月，文山女中由福州市人民政府接办，并接收私立开智中学、榕工中学部分师生组建成立福州第八中学。

## 历任校长
早年学校主管称“主理”，教会派美籍女传教士担任，卢公明后三任主理为唐意雅、宋蔼之、岑崇淑。经1927年收回教育权的斗争后，学校移交中华基督教会闽中协会管理，由中国人担任校长，先后为黄文玉、孙淑贞、王秀贞。黄、王2人同为文山校友，3人大学毕业后均曾留美，她们都为文山女中的发展做了积极贡献。